# Elsjen Roelofs
Elsjen Roelofs (Doldersum, 1738 – Assen, 9 september 1767), Drentse boerin, terechtgesteld als moordenares van haar echtgenoot Jan Alberts.
Elsjen Roelofs was de dochter van een eigenerfde boer uit Doldersum; ze had twee broers. Om de volle rechten van de boerderij te bewaren, diende de jonge vrouw in 1762 te trouwen met Jan Alberts. Uit het gearrangeerde huwelijk kwam een zoon voort, Roelof (gedoopt op 20 maart 1764), maar het was verder ongelukkig.
Begin 1767 besloot Alberts te verhuizen, waardoor zijn echtgenote klem kwam te zitten tussen enerzijds haar huwelijksbelofte van gehoorzaamheid aan haar man en anderzijds de afspraak met haar familie om de boerderij te blijven beheren. Ze vond een uitweg uit dit dilemma door Alberts in de nacht van 11 op 12 maart 1767 te vergiftigen met arseen(III)oxide in zijn eten.
Ze werd op 17 maart gearresteerd, verhoord door landschrijver Jan Kymmell en te Assen ter dood veroordeeld. Omdat ze op dat moment in verwachting was, werd haar uitstel verleend tot na de bevalling. Haar dochter Jantien werd gedoopt op 2 augustus 1767; Elsjen Roelofs werd op 9 september 1767 geradbraakt. Jantien werd twee jaar oud.
De stukken van het proces liggen in het Drents Archief te Assen.

## Receptie
De moordzaak is beschreven door Janne IJmker in haar roman Achtendertig nachten (2006).
De moordzaak is beschreven door Jaap de Boer in zijn boek Jan Albers van Doldersum 1735-1767 (2022)